# 闇龍紀元II
《龙腾世纪II》是BioWare开发、艺电发行的一款动作角色扮演游戏，为龙腾世纪系列第二部作品，于2011年3月在Microsoft Windows、Mac OS X、PlayStation 3和Xbox 360平台发售。游戏背景设定在虚构世界塞达斯，剧情承接前作《龙腾世纪：起源》，玩家扮演的人类主角霍克有战士、法师和盗贼三种职业可选，故事主线围绕逃难到柯克沃城的主角在随后十年的政治动荡与社会冲突中从底层跻身为全城的传奇人物展开。玩家在游戏里采用第三人称视角探索和战斗，途中结识的各路同伴会对剧情发展产生深远影响，也能因玩家游玩时行事风格不同而视主角为朋友或对手。
游戏的开发始于BioWare还在制作前作《起源》的资料片《觉醒》时，他们基于前作玩家的意见和评价增加了动作游戏玩法在本作的比重，同时将原有的游戏引擎改进为能提供更优游戏画面和光照效果的枸杞引擎。游戏的美术风格参考《用心棒》和《野蛮人柯南》等电影重新设计，分别负责前作游戏设计、编剧和配乐的迈克·莱德劳、戴维·盖德与伊南·祖尔也悉数回归。但发行商艺电只给了BioWare14到16个月的时间做出续作，导致开发团队长期加班并大量复用游戏内素材。
《龙腾世纪II》发布后总体收获好评，评论家主要称赞游戏的玩法设计、同伴塑造和叙事手法，对有别于前作的故事结构和战斗系统褒贬不一，而地图规模缩水和素材过度复用则饱受诟病。尽管发行不到两周便售出超过100万份，比《起源》卖得更快，本作的玩家口碑却变得两极分化。此后BioWare又陆续推出数个可下载内容，系列第三部续作《龙腾世纪：审判》则于2014年11月推出。